# Binkowice
Binkowice is een plaats in het Poolse district  Opatowski, woiwodschap Święty Krzyż. De plaats maakt deel uit van de gemeente Ożarów en telt 90 inwoners.